# Leicester (circonscription du Parlement européen)
Pour les articles homonymes, voir Leicester (homonymie).
Avant l’adoption uniforme de la représentation proportionnelle en 1999, le Royaume-Uni utilise le système uninominal à un tour pour les élections européennes en Angleterre, en Écosse et au pays de Galles. Les circonscriptions du Parlement européen utilisées dans ce système sont plus petites que les circonscriptions régionales les plus récentes et ne comptent chacune qu'un seul membre au Parlement européen.
La circonscription de Leicester est l'une d'entre elles.

## Limites
1979-1984 : Carlton, Leicester East, Leicester South, Leicester West, Melton, Newark, Rushcliffe.
1984-1994 : Bosworth, Leicester East, Leicester South, Leicester West, Loughborough, North Warwickshire, Nuneaton, Rutland and Melton.
1994-1999 : Harborough, Leicester East, Leicester South, Leicester West, Loughborough, Rutland and Melton, Stamford and Spalding.

## Membre du Parlement européen
| Élection                    | Élection | Membre           | Parti        |
| --------------------------- | -------- | ---------------- | ------------ |
|                             | 1979     | Fred Tuckman     | Conservateur |
|                             | 1989     | Mel Read         | Conservateur |
|                             | 1994     | Susan Waddington | Travailliste |
| 1999 circonscription abolie |          |                  |              |

## Résultats des élections
Les candidats élus sont indiqués en gras.
| Parti         | Parti                | Candidat             | Voix    | %    | ±     |
| ------------- | -------------------- | -------------------- | ------- | ---- | ----- |
|               | Travailliste         | Susan Waddington     | 87,048  | 44,9 | +12.0 |
|               | Conservateur         | A. Marshall          | 66,764  | 34,4 | -13.8 |
|               | Libéral Démocrate    | Mark D. Jones        | 28,890  | 14,9 | -2.9  |
|               | Green                | Geoff Forse          | 8,941   | 4,6  | New   |
|               | Natural Law          | Ms. P.A. Saunders    | 2,283   | 1,2  | New   |
| Majorité      | Majorité             | Majorité             | 20,284  | 10,5 |       |
| Participation | Participation        | Participation        | 193,926 | 37,6 |       |
|               | Travailliste retenir | Travailliste retenir | Swing   |      |       |